# Ceraspis guttata
Ceraspis guttata är en skalbaggsart som beskrevs av Blanchard 1850. Ceraspis guttata ingår i släktet Ceraspis och familjen Melolonthidae. Inga underarter finns listade i Catalogue of Life.